# Henry Laurens

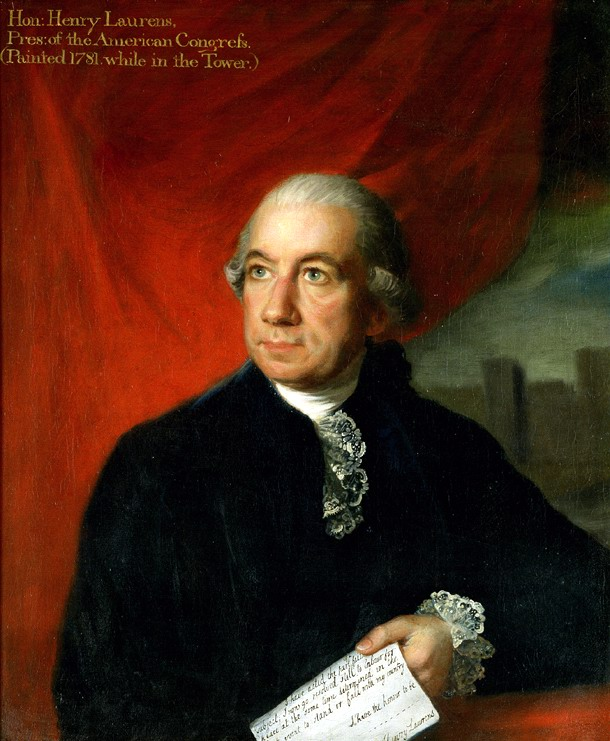
Porträt Henry Laurens’ (1781)

Henry Laurens (* 24. Februar 1723jul. / 6. März 1724greg. in Charleston, Province of South Carolina; † 8. Dezember 1792 bei Charleston) war ein US-amerikanischer Kaufmann und politischer Führer während des Unabhängigkeitskrieges. Er war Delegierter zum Kontinentalkongress, der dritte Präsident des zweiten Kontinentalkongresses, Unterzeichner der Konföderationsartikel und erster Vize-Präsident von South Carolina.

## Leben
Henry Laurens wurde im Jahr 1724 als Sohn der Hugenotten John († 1747) und Esther Grasset Laurens, die im Zuge der Immigrationsbewegung und aufgrund der Hugenottenkriege und des Edikts von Fontainebleau bereits einige Jahre zuvor aus Frankreich in die nordamerikanische Kolonie South Carolina eingewandert waren, geboren. Laurens Vater John war Sattler und verschaffte Henry nach dessen Ausbildung durch seine guten Kontakte eine Stelle in einem sogenannten counting house, ein Ausdruck, der früher für die Buchhaltungssparte eines Unternehmens verwendet wurde.
Im Jahr 1744 erhielt er in London einen ähnlichen Posten und versprach sich von dieser Tätigkeit, sein Wissen im Bereich des Handels zu erweitern. 1747 kehrte er nach drei Jahren in seine Heimat zurück und stieg dort in den Import-Export-Handel ein, den er vor allem mit Sklaven betrieb. Laurens verdiente mit dem Sklavenhandel viel Geld, er war Geschäftsführer von Bunce Island und heiratete am 25. Juni 1750 Eleanor Ball, die aus einer Familie stammte, die ebenfalls Sklavenhandel betrieb. Das Paar hatte insgesamt zwölf Kinder, von denen allein acht im Kindesalter starben. Die restlichen vier Kinder erlangten jedoch größtenteils wie ihr Vater Bekanntheit:
- John Laurens (1754–1782), benannt nach Henry Laurens' Vater, diente und starb im Unabhängigkeitskrieg
- Martha Lauren Ramsay, heiratete den US-amerikanischen Abgeordneten David Ramsay
- Henry junior, heiratete John Rutledges Tochter Eliza und beerbte Henry Laurens
- Mary, Ehefrau von Charles Pinckney

Seine Frau Eleanor starb 1770, infolgedessen zog sich Laurens weitestgehend aus dem Geschäftsleben zurück.

## Politische Karriere

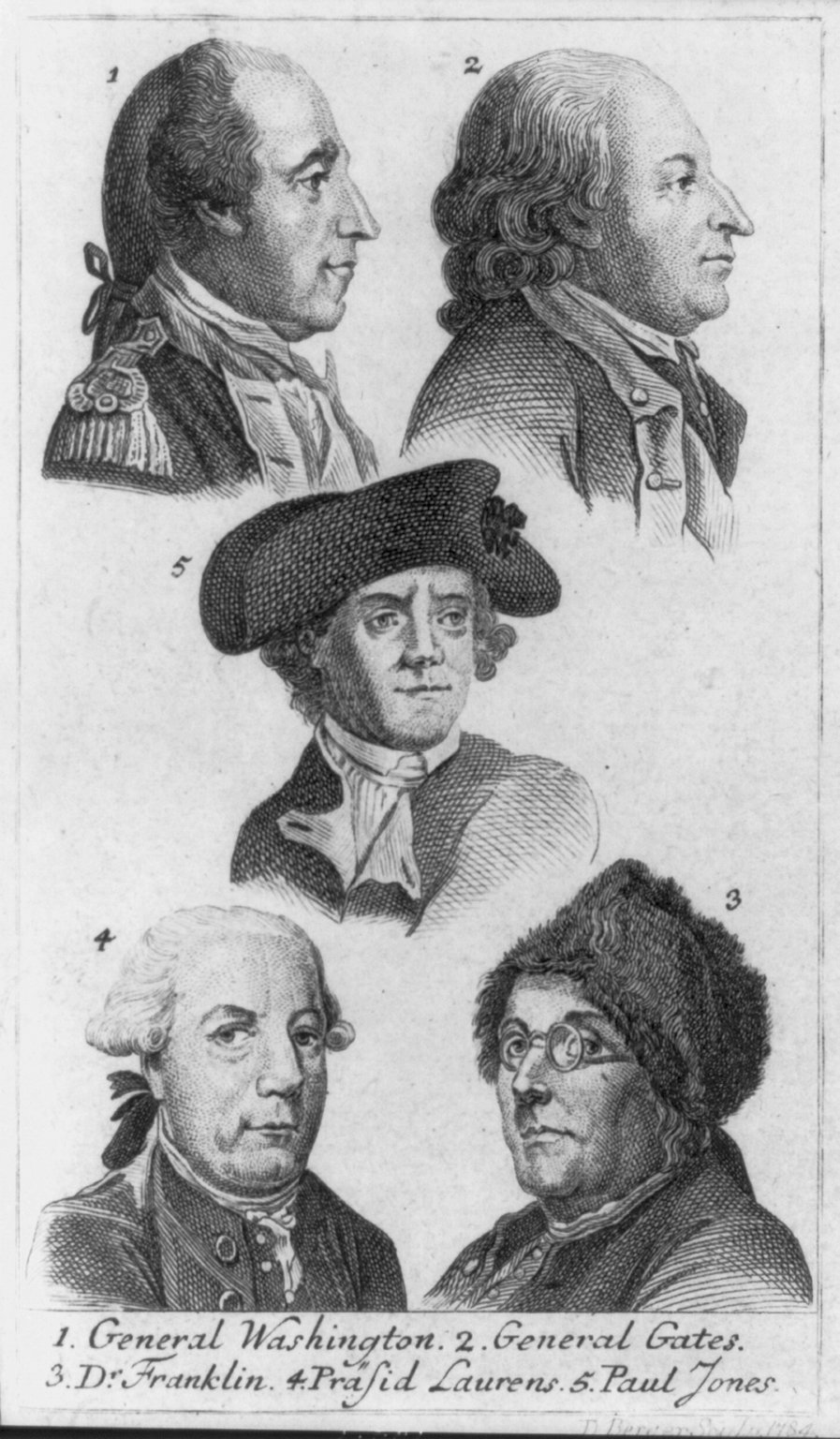
1. General George Washington 2. General Horatio Gates 3. Dr. Benjamin Franklin 4. Henry Laurens 5. John Paul Jones. 1784.

Zwischen 1757, dem Jahr, in dem er in das South Carolina Commons House of Assembly gewählt wurde, und 1761 diente er in der bürgerlichen Miliz, die gegen die Cherokee-Indianer kämpfte. Jahr für Jahr wurde Laurens wiedergewählt, bis ins Jahr 1773, als er nach England reiste, um seinen Kindern dort den Weg für eine gute Ausbildung zu ebnen. Laurens trat 1772 der von Benjamin Franklin gegründeten American Philosophical Society bei, wo er viele Kontakte zu anderen Mitgliedern knüpfte. Als sich die Lage der Unabhängigkeitsbewegung zuspitzte und sich in South Carolina eine revolutionäre Regierung bildete, kam er von seinen ursprünglichen Absichten, Großbritannien zu unterstützen, ab und wurde Präsident des Komitees für Sicherheit in South Carolina. Als sich 1776 in seiner Heimat eine unabhängige Regierung bildete, wurde er – hinter John Rutledge als Präsident – erster Vize-Präsident von South Carolina, vergleichbar mit dem heutigen Amt des Vizegouverneurs.
Am 10. Januar 1777 wurde er zum Mitglied des Kontinentalkongresses gewählt, am 1. November desselben Jahres wurde Laurens Präsident des Kongresses – er behielt den Posten bis zum 9. Dezember des Folgejahres 1778. Wiederum ein Jahr später, 1779, wurde er für politische Angelegenheiten in die Niederlande geschickt und konnte Holland davon überzeugen, nicht in den Unabhängigkeitskrieg einzugreifen. Auf seiner Rückreise nach Amsterdam wurde Laurens' Schiff von der Royal Navy abgefangen. England erklärte den Niederlanden den Krieg, was zum Vierten Englisch-Niederländischen Krieg führte, Laurens wurde als einziger Amerikaner in der Geschichte in den Tower of London eingesperrt. Am 31. Dezember 1781 wurde er im Tausch gegen Lord Cornwallis freigelassen und kehrte nach Amerika zurück.
1783 reiste er nach Paris, um einen Friedensvertrag auszuhandeln. Obwohl er den Friedensvertrag nicht unterzeichnete, war er ein wichtiges Mitglied der Verhandlungen. Am 3. August 1784 kehrte er in die Vereinigten Staaten zurück, wo er sich auf seiner Plantage „Mepkin“, gelegen am Cooper River nahe Charleston, zur Ruhe setzte. Zwar wurde er in der Folge noch einmal in den Kontinentalkongress sowie in das Repräsentantenhaus von South Carolina gewählt, doch lehnte er diese Ämter ebenso ab wie die Berufung zum Delegierten in die Versammlung, die die Verfassung der Vereinigten Staaten für South Carolina ratifizieren sollte. Er starb im Dezember 1792 auf seiner Plantage; nach seiner Feuerbestattung wurde seine Asche dort auch verstreut.

## Ehrungen
Das 1785 gegründete Laurens County in South Carolina wurde zu Ehren Henry Laurens benannt. Ferner benannte ein ehemaliger Freund Henry Laurens' ein Fort in Ohio nach ihm.